# کریستین حکیم
هرلینا کریستین ناتالیا حکیم (انگلیسی: Herlina Christine Natalia Hakim؛ زادهٔ ۲۵ دسامبر ۱۹۵۶) بازیگر، تهیه‌کننده فیلم و فعال اجتماعی اهل اندونزی است. او در خانواده‌ای مسلمان و چندنژادی در جامبی به دنیا آمد و در یوگیاکارتا بزرگ شد. در دوران کودکی آرزو داشت معمار یا روان‌شناس شود، اما پس از کشف استعدادش توسط تقو کاریا برای فیلم عشق اول (۱۹۷۳)، مسیر زندگی او تغییر کرد. بازی در این فیلم برای حکیم جایزهٔ چیترای بهترین بازیگر زن را به ارمغان آورد و او را به ادامهٔ حرفه‌ای بازیگری ترغیب کرد. از آن زمان تاکنون، او در فیلم‌های متعددی از جمله طوفان حتماً فروکش می‌کند (۱۹۷۷) و چوت نیه دِین (۱۹۸۸) ایفای نقش کرده است؛ همچنین نقشی کوچک در فیلم هالیوودی بخور عبادت کن عشق بورز (۲۰۱۰) داشته است. تا سال ۲۰۱۱، حکیم شش جایزهٔ چیترای بهترین بازیگر زن را کسب کرده، جایزهٔ یک عمر دستاورد از جشنواره بین‌المللی فیلم سینمانیلا دریافت کرده و عضو هیئت داوران جشنواره فیلم کن بوده است.
حکیم از سال ۱۹۹۸ فعالیت خود را فراتر از بازیگری گسترش داد و با تهیه‌کنندگی فیلم‌های برگی بر بالین و شن‌های نجواگر وارد عرصهٔ تولید فیلم شد و سپس به ساخت مستند و فعالیت‌های اجتماعی در زمینهٔ آموزش و اوتیسم روی آورد. از سال ۲۰۰۸، او به‌عنوان سفیر حسن نیت اندونزی در یونسکو منصوب شده و تمرکز خود را بر مسائل آموزشی معطوف کرده است.

## آثار ذکرشده
Bibliography
- Ginting, Asrat;  et al. (2009). Musisiku [My Musician] (به اندونزیایی). Jakarta: Republika. ISBN 978-979-1102-52-0. OCLC 227000099.
- Siapno, Jacqueline Aquino (2006). Gender, Islam, nationalism and the state of Aceh. London: Routledge-Curzon. ISBN 978-0-7007-1513-8.

Online sources
- Amburadul; Darsono, Budiono; Doni, Putu (18 November 1989). "Pacar ketinggalan citra". Tempo Interaktif (به اندونزیایی). Archived from the original on 3 March 2016. Retrieved 20 August 2011.
- Emond, Bruce (13 July 2003). "Christine Hakim sets her priorities". The Jakarta Post. Archived from the original on 5 March 2016. Retrieved 17 August 2011.
- Emond, Bruce (24 March 2011). "Consistently Christine". The Jakarta Post. Archived from the original on 14 October 2013. Retrieved 17 August 2011.
- "Hakim takes to the dance floor with the Dayak". The Jakarta Post. 26 May 2011. Retrieved 17 August 2011.
- Helmi, Kunang (3 April 2005). "Christine Hakim at the Deauville Asian Film Festival". The Jakarta Post. Archived from the original on 5 March 2016. Retrieved 17 August 2011.
- Helmi, Kunang (22 October 2010). "Christine Hakim: The importance of education". The Jakarta Post. Retrieved 17 August 2011.
- Sabarini, Prodita (13 April 2011). "A beautiful mind". The Jakarta Post. Retrieved 17 August 2011.
- Webb, Cynthia (19 November 2010). "Christine Hakim: Actress honored at APSA 2010". The Jakarta Post. Retrieved 17 August 2011.
- Webb, Cynthia (8 December 2010). "Christine Hakim: Going where life leads her". The Jakarta Post. Retrieved 17 August 2011.